# Blood Moon
Blood Moon – album studyjny polskiego zespołu muzycznego Bokka. Wydawnictwo ukazało się 25 lutego 2022 nakładem wytwórni muzycznej Pias Recordings w  dystrybucji Mystic Production.
Pod względem muzycznym płyta łączy w sobie przede wszystkim muzykę alternatywną.
Album znalazł się na 24. miejscu polskiej listy sprzedaży – OLiS.
Album otrzymał nominację do Fryderyka w kategorii Album roku – alternatywa.

## Lista utworów
Opracowano na podstawie materiału źródłowego.
1. „Blood moon” – 3:51
2. „How... It all ends” – 6:05
3. „900” – 3:27
4. „Altitude” – 4:16
5. „Noises from the outside” – 3:44
6. „What if?” – 4:00
7. „Point” – 1:32
8. „The abyss” – 4:46
9. „Walk on a wire” – 3:06
10. „No counting backwards” – 4:56

## Pozycja na liście sprzedaży
| Kraj   | Lista         | Najwyższa pozycja |
| ------ | ------------- | ----------------- |
| Polska | OLiS – albumy | 24                |